# Pregiudizio culturale
Il pregiudizio culturale si manifesta quando persone di una certa cultura giudicano e interpretano cose, fenomeni, avvenimenti, problemi, opportunità, prese di posizione, ma anche convenzioni, simboli, prove e dimostrazioni logiche basandosi unicamente sui propri riferimenti culturali e scambiando questi per leggi.
Un pregiudizio culturale può anche essere legato a un pregiudizio facente parte di una cultura. Ad esempio, un pregiudizio riguardante le donne può far parte di una cultura che degrada la donna.
Questo tipo di pregiudizio può essere messo in atto da un gruppo contro un individuo, o da un individuo contro un gruppo.
Tale fenomeno è a volte considerato un problema centrale da scienze sociali e umane come l'economia, la psicologia, l'antropologia e la sociologia. Alcuni studiosi dei suddetti campi hanno tentato di sviluppare metodi e teorie per compensare o eliminare il pregiudizio culturale. La maggior parte dei filosofi e degli scienziati pensa comunque che le leggi logiche e scientifiche siano universali.

## Esempi
- I gruppi etnici e linguistici spesso non condividono lo stesso simbolismo: una persona di cultura occidentale potrebbe pensare che in occasione di un funerale le persone si vestano generalmente di nero, quando invece per la cultura orientale, e in particolare islamica, il simbolo della morte è il bianco.
- I giapponesi marcano una casella con la "x" per indicare rifiuto e non accettazione.
- Negli Stati Uniti è tipico che la posizione "acceso" ("on") della leva di un interruttore sia verso l'alto, mentre invece nel Regno Unito, in Australia e Nuova Zelanda è verso il basso. Negli stessi paesi il Nord è nella parte superiore di una mappa, come pure quella che sta in alto è la quantità più grande e migliore.

Queste convenzioni generalmente sono utili perché, una volta che si è abituati ad esempio al comportamento di un interruttore, non c'è bisogno di imparare una regola specifica di un certo interruttore ma solo una regola generale. Sfortunatamente, quando le persone si muovono tra le diverse culture, o progettano qualcosa per un gruppo diverso, spesso non prestano attenzione alle convenzioni che rimangono uguali e a quelle che cambiano.